# Chabaricha (Komi)
Chabaricha (ros. Хабариха) – wieś (sieło) w Rosji, w Republice Komi, w rejonie ust-cylemskim. W 2010 liczyła 395 mieszkańców.